# Palazzi di Catanzaro
Lista dei principali palazzi di Catanzaro, capoluogo della regione Calabria.

## Centro storico
Gli edifici di seguito menzionati sono ubicati nel centro storico cittadino, dunque nella zona inclusa fra Il Complesso Monumentale dal San Giovanni (a nord) e la balconata di Bellavista (a sud).

### Corso Mazzini
Gli edifici di seguito menzionati sono ubicati lungo il cammino di Corso Mazzini, il principale asse viario del centro storico:

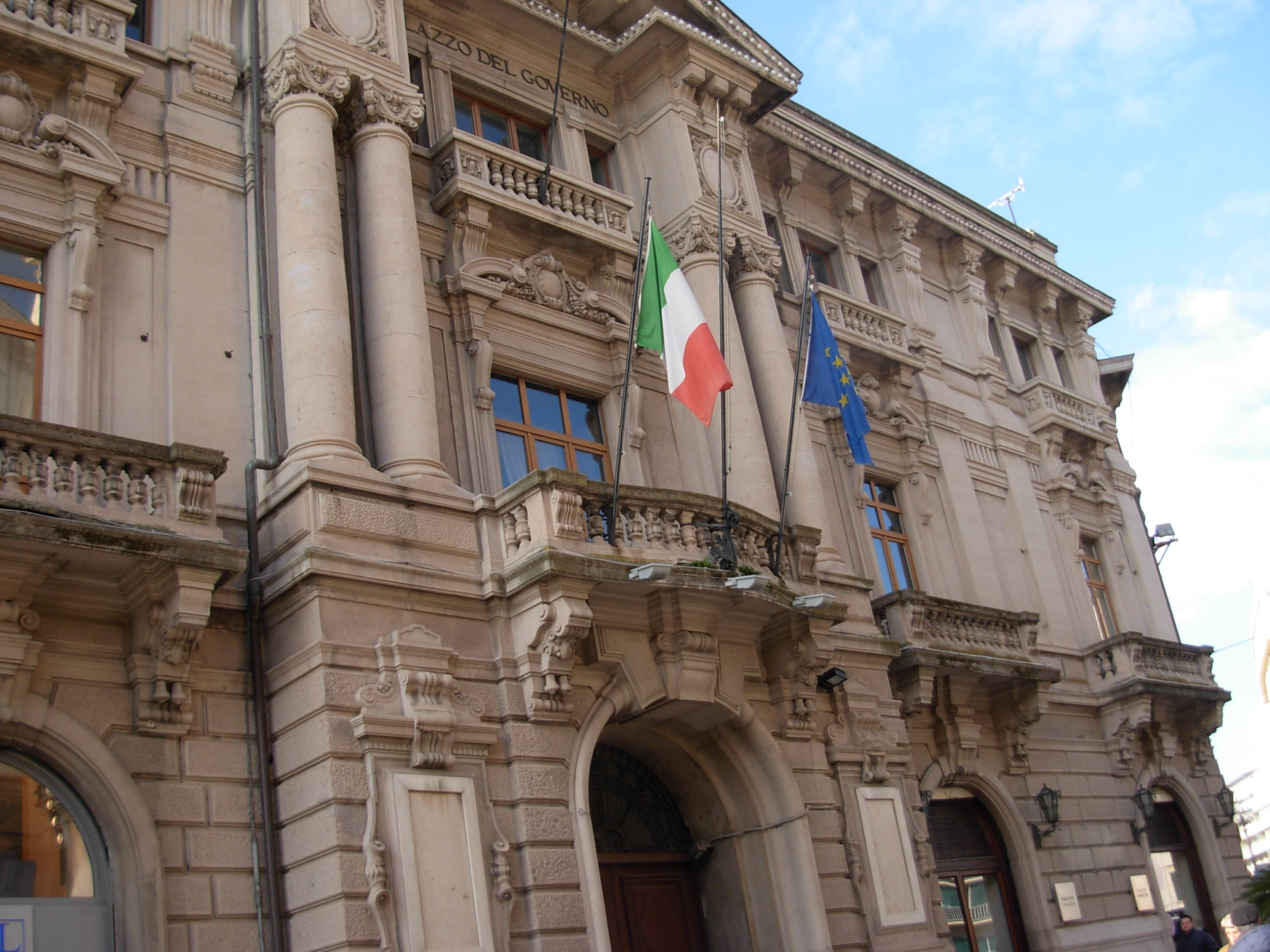
L'ex Palazzo dell'Amministrazione Provinciale, che ospita oggi gli uffici della Prefettura.

Ex Palazzo dell'Amministrazione Provinciale
Situato nell'odierna Piazza Prefettura, che ospita anche la Basilica dell'Immacolata, il Palazzo di vetro e il Palazzo delle poste, è stato edificato nel 1926 sul terreno ove sorgeva Palazzo Larussa, demolito nella prima parte del Novecento. In origine ospitava l'Amministrazione Provinciale di Catanzaro. Costruito secondo le norme sismiche del tempo, è costituito da un pian terreno, da un piano nobile e da un secondo piano.
Il palazzo, eclettico, presenta stili differenti, dal liberty al barocco al rinascimentale. La sala del consiglio è adornata da stucchi e bassorilievi artistici mentre nella tribuna riservata al pubblico era collocato il dipinto del pittore calabrese Andrea Cefaly "Bruto che condanna i figli", che trova oggi posto presso Palazzo di vetro, la nuova sede della Provincia a partire dagli anni sessanta.
In virtù dello spostamento degli uffici provinciali, nello stesso periodo fu acquistato dalla Prefettura che ne stabilì la propria sede.
Palazzo Fazzari
Considerato uno dei simboli di Catanzaro, la sua storia è legata indissolubilmente agli sviluppi che ebbe, a partire dalla seconda metà dell'Ottocento il centro storico cittadino. Esso infatti fu stravolto dal Piano Manfredi, il piano regolatore comunale approvato nel 1870 che ebbe come principale effetto l'apertura di un asse viario principale, Corso Vittorio Emanuele (odierno Corso Mazzini), tramite l'abbattimento, la costruzione o l'arretramento della facciata di alcuni palazzi. Proprio nel 1870 iniziarono i lavori di costruzione di Palazzo Fazzari, situato nell'antico quartiere ebraico della Giudecca, terminati nel 1874. La costruzione fu permessa dall'abbattimento di alcune strutture già esistenti sul sito.
Il progetto fu redatto presumibilmente dall'architetto fiorentino Federico Andeotti. L'edificio rappresenta un unicum nel panorama architettonico della città, sicché fondi in maniera eclettica elementi caratteristici della cultura locale con elementi fiorentini, traendo anche alcune caratteristiche da palazzi calabresi cinquecenteschi. All'interno è dotato ancora di un arredamento ottocentesco tardo barocco e rococò.
Il palazzo ospita, al piano terra, la storica farmacia Leone, una delle più antiche della città, realizzata a cavallo fra il 1893 e il 1895.
Palazzo Grimaldi-Montuori
Risale al XVII secolo e attualmente ospita la CCIA (Camera di commercio) di Catanzaro, che qui vi ha sede a partire dal 1862, anno in cui fu ultimata l'ultima consistente ristrutturazione. Sorge su Corso Mazzini, nei pressi del Duomo della città.
Nel 1644, Gregorio Grimaldi acquistò una parte del palazzo, che rimase di proprietà dell'omonima famiglia fino al 1851, anno in cui lo stabile fu venduto a Pasquale Montuori, il quale aveva precedentemente acquistato un'altra porzione del fabbricato nel 1840.
L'edificio subì un primo deciso restyling a partire dagli anni settanta dell'Ottocento; in quel frangente venne allargato, sfruttando lo spazio libero lasciato dalla demolizione di alcuni fabbricati attigui. Proprio come Palazzo Fazzari, fu interessato dai lavori inseriti nell'ambito dell'edificazione di Corso Vittorio Emanuele. Non a caso, l'aspetto esteriore della facciata principale, arretrata per permettere l'apertura del nuovo asse viario, richiama la tradizione ottocentesca che caratterizza le costruzioni dell'epoca, integrata agli elementi tipici dell'architettura rinascimentale fiorentina e romana che identifica l'intero fabbricato.
Palazzo Doria
Anche Palazzo Doria, proprio come Palazzo Fazzari, sorge nei pressi dell'antica Giudecca. Fu edificato nel XIX secolo ed è di notevoli dimensioni. Fu interessato dai lavori di riassetto del centro storico e di costruzione di Corso Vittorio Emanuele iniziati nel 1870. In particolare, l'abbassamento della sede stradale in alcuni punti attigui all'edificio e l'innalzamento in altri causò una depressione degli ingressi rispetto allo stesso asse viario. Ciò causò non poche vertenze a carico del Municipio che vide come parte lesa la famiglia Doria, proprietaria dell'immobile, e la famiglia Maltese, proprietaria di altri, che chiesero all'Amministrazione una rivalutazione dell'esproprio subito proprio in fase di preparazione ai lavori. La facciata principale del palazzo affaccia sull'odierno Corso Mazzini, la facciata opposta, caratterizzata da tre piani, invece, sul Teatro Politeama.
Palazzo dell'Intendenza di Finanza
Opera più recente rispetto a molti dei palazzi di rilevanza storica che impreziosiscono il centro storico, fu costruito nel 1910. Sorge sul Corso Mazzini, precisamente in Piazza Santa Caterina, ove fino ai primi anni del Novecento sorgeva l'omonima chiesa e convento dei Padri Liguorini. Essi furono espulsi dalle rispettive strutture in seguito al provvedimento del 17 febbraio 1861 che prevedeva la soppressione di tutte le case religiose. Sul sito dell'allora Chiesa di Santa Caterina sorge oggi l'edificio che ospita gli uffici della Questura.
Il Palazzo dell'Intendenza di Finanza fu edificato nell'ambito dei lavori volti alla ricollocazione logistica dei vari rami amministrativi della città. L'edificio ha quattro lati ed è caratterizzato dalla presenza di un ampio cortile interno corredato dalle scale in marmo. La facciata, in particolar modo, riprende la concettualità dello stile fiorentino del Quattrocento, presentando dunque elementi comuni dei celebri palazzi Strozzi, Gondi e Guadagni del capoluogo toscano.
Palazzo Ruggero-Raffaelli
L'imponente edificio sorge alla fine di Corso Mazzini, all'incrocio con Via De Seta. Affaccia dunque sulla balconata di Bellavista, uno degli scorci più suggestivi della città. Sul sito occupato oggi dal palazzo sorgeva, fino all'Ottocento, l'antico convento dei Padri Minimi di San Francesco di Paola, prima del decreto murattiano del 7 agosto 1809 che ne deliberò la soppressione. In seguito, l'edificio fu totalmente stravolto, tanto che oggi è il risultato del rifacimento di quegli anni. Presenta inoltre, delle peculiarità che lo rendono unico; le due facciate sono caratterizzate da stili totalmente differenti, tanto da far sembrare il palazzo diviso in due unità. La facciata posta su Corso Mazzini ho un'impostazione ottocentesca, più ricercata. Il prospetto che guarda verso Via De Seta è invece tardo barocco.
Nel 1881, l'edificio fu interessato, come molti altri, dai lavori previsti dal Piano Manfredi per l'apertura dell'asse viario dell'odierno Corso Mazzini; per questo, la facciata interessata fu tagliata in modo tale da permettere l'allineamento dello stabile con l'attigua Chiesa di San Francesco di Paola.
Palazzo Morano
Risale al XVI secolo. A partire dal 1594, ospitò la Regia Udienza la quale precedentemente aveva sede a Reggio Calabria ma fu spostata a Catanzaro per motivi di sicurezza.
Il 6 aprile 1596 fu acquistato dall'Università di Catanzaro (da non confondere con l'attuale istituzione universitaria) dalla famiglia Morano che lo possedeva. Fu danneggiato, in seguito, in occasione del terremoto del 1783. In occasione dei lavori di ripristino fu dunque deciso di allungare lo stabile sfruttando lo spazio lasciato libero da alcuni immobili confinanti col lato nord dell'edificio.
L'aspetto odierno dell'edificio è da ricondurre agli ultimi rifacimenti datati anni trenta del Novecento. In occasione della costruzione del confinante Palazzo della Provincia, fu aggiunto un piano e la facciata fu rifatta in maniera eclettica secondo un gusto liberty con dettagli neorinascimentali e neobarocchi.
Palazzina Scandale
Piccolo edificio in stile liberty che affaccia, oltre che su Corso Mazzini, su Piazza Grimaldi. È dunque dirimpettaio al palazzo della Camera di commercio.
Palazzo Vercillo
Caratteristico edificio di fine Ottocento.

### Altro
Gli edifici di seguito menzionati sono ubicati lungo in altre zone del centro storico, dunque negli antichi rioni che caratterizzano e compongono il nucleo antico della città:

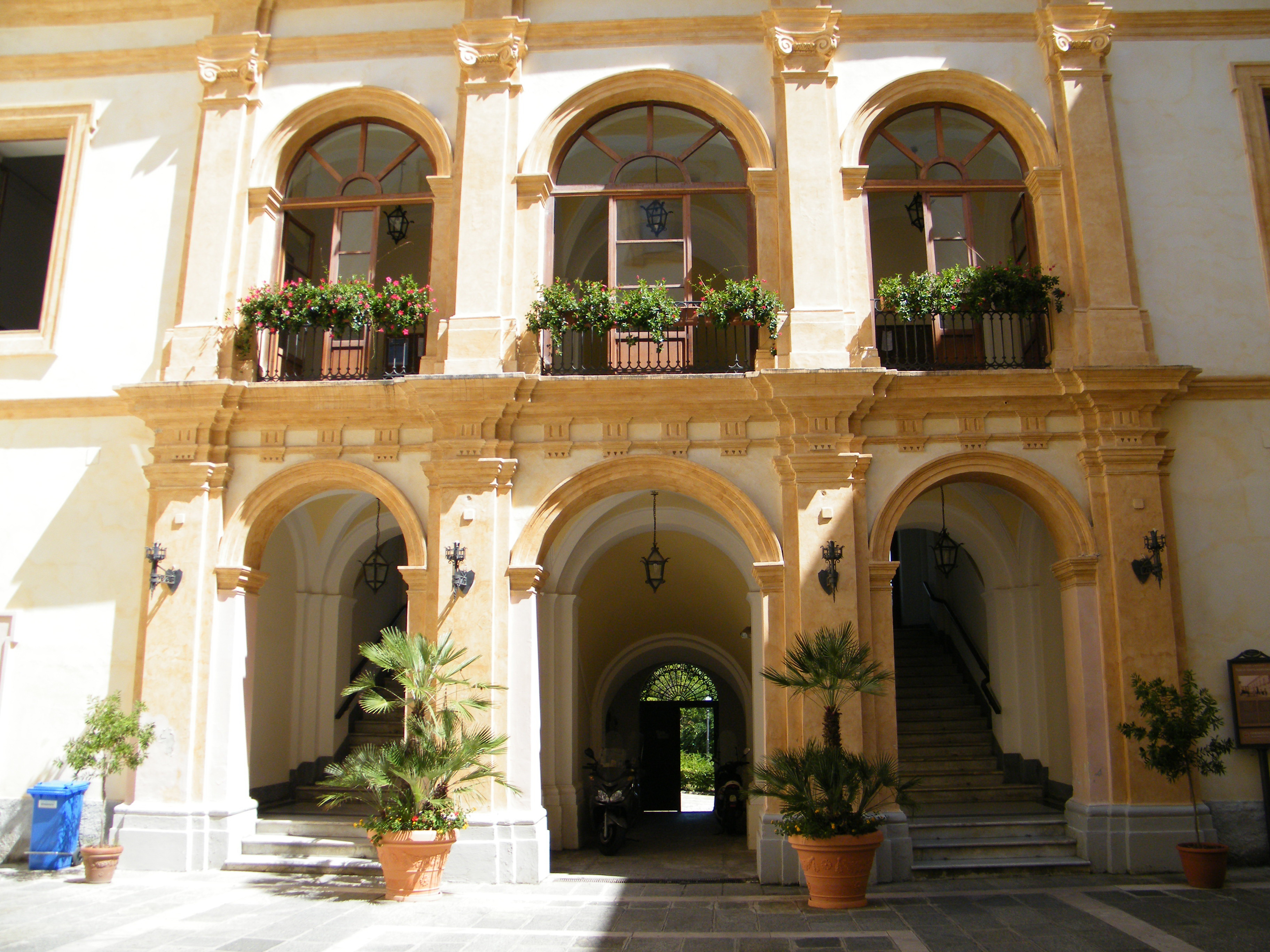
Il cortile interno di Palazzo De Nobili, municipio della città.

Palazzo De Nobili
Palazzo di rappresentanza dell'Amministrazione comunale dal 1863, anno del suo acquisto da parte del Municipio. Fu edificato nel 1784 nell'allora antico rione di Santa Chiara. Affaccia sulla villa comunale, Villa Margherita, ed era la residenza della famiglia De Nobili. Edificio settecentesco, è dotato di due piani, in virtù delle imposizioni governative conseguenti al terremoto del 1783. La sua principale caratteristica è la corte centrale su cui si affaccia l'ampio scalone che conduce al piano superiore.
Dal 24 al 26 aprile 1806, qui vi fu in visita il re di Napoli Giuseppe Bonaparte.
Nel 1912 il Municipio intraprese una grande opera di ristrutturazione che si protrase, a fasi alterne, fino al secondo dopoguerra. In tale frangente, il palazzo assunse l'attuale configurazione neorinascimentale, in linea con lo stile ottocentesco che caratterizza altri edifici della città. La sala del consiglio comunale è caratterizzata dalla presenza di un grande affresco, intitolato "L'esaltazione della storia della città di Catanzaro nei suoi vari aspetti", realizzato nel 1961 da Tarcisio Bedini.

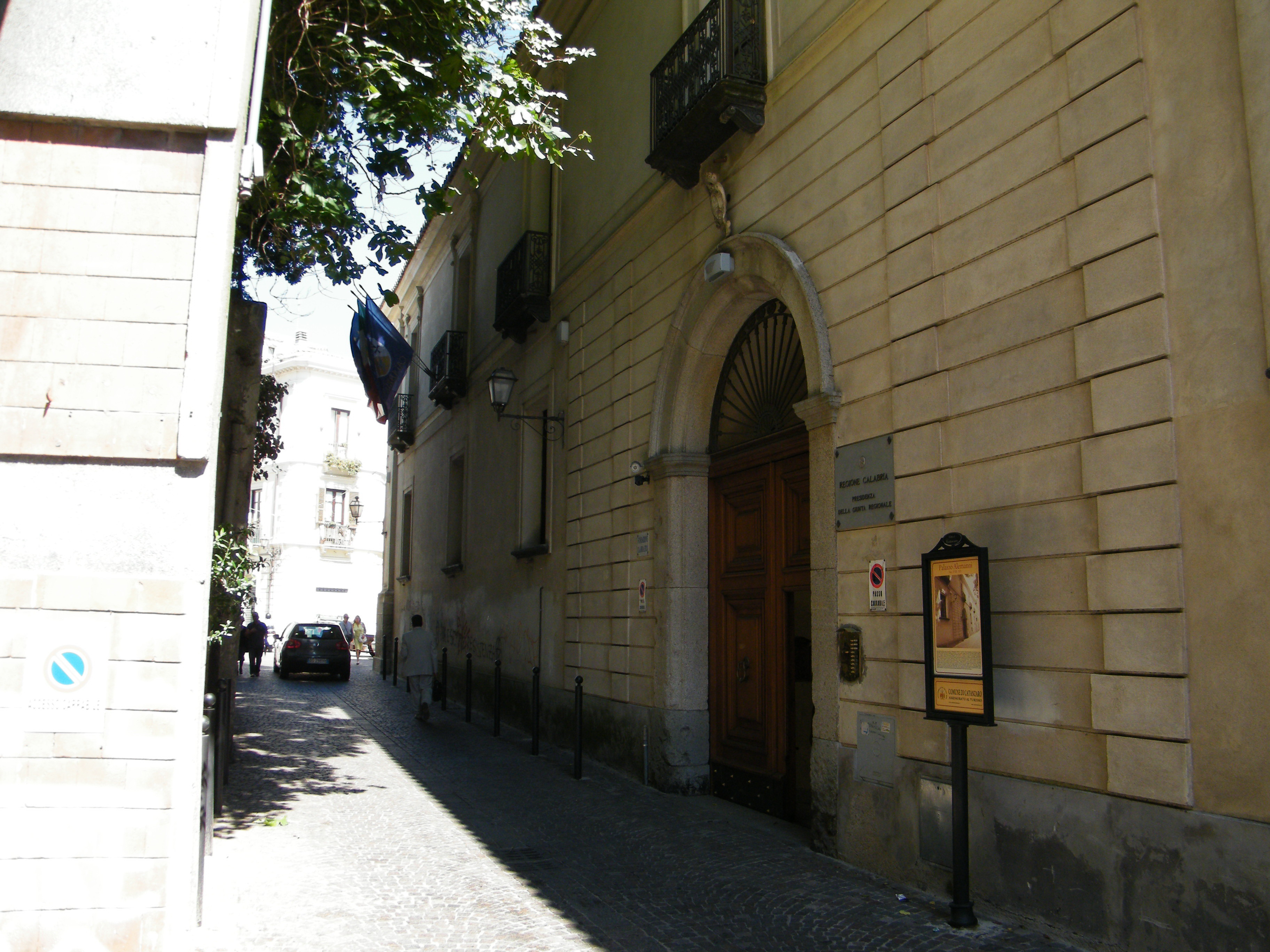
Palazzo Alemanni, ex sede della Giunta regionale.

Palazzo Alemanni
È uno dei principali palazzi che caratterizza il consistente patrimonio di edilizia privata di cui dispone il centro storico cittadino. Ha ospitato la Giunta regionale della Calabria fino al 2015, anno in cui fu inaugurato il moderno Palazzo degli Italia, nel quartiere Germaneto. Sorge nel rione Montecorvino. Fu edificato presumibilmente a cavallo fra il XVIII e il XIX secolo e presenta prevalentemente uno stile neoclassico, osservabile specialmente nella grande corte che sorge al centro dell'edificio, corredata da n giardino terrazzato.
Probabilmente, non fu fin da subito residenza della famiglia Alemanni. Presumibilmente, infatti, l'omonima famiglia acquistò l'edificio intorno al 1850, anno in cui fu sottoposto a un'importante ristrutturazione che diede allo stabile l'attuale conformazione.
Il palazzo fu danneggiato pesantemente dai bombardamenti che il 27 agosto 1943 colpirono duramente il centro storico di Catanzaro.
Palazzo Anania
Il palazzo sorge nell'antico rione Cocole, precisamente sull'antica strada dei Coppolari (odierna Via De Grazia) e risale al 1622. Appartenne all'omonima nobile famiglia e reca, sul portone d'ingresso, lo stemma della casata, caratterizzato da una testa di serafino e dalla blasonatura "BALDASAR ANANIA anno MDCXXII", indicante il nome di Baldassarre Anania, il quale fu il committente del palazzo.
Fu danneggiato dal terremoto che colpì la città il 24 marzo del 1744 e conseguentemente subì dai rifacimenti che gli dettero la conformazione odierna. Se all'esterno, in virtù dei fatti storici, ha un aspetto settecentesco, all'interno il palazzo presenta elementi barocchi e seicenteschi osservabili dalla corte interna e dalla loggia della scalinata. Nel 1632 vi fu costruita anche una cisterna, ora non più esistente, che caratterizzava il sistema di approvvigionamento idrico dello stabile, comune a molte edifici nobiliari cittadini dell'epoca.
Palazzo Menichini
Il palazzo fu edificato nel XVI secolo, sulla spinta dell'intensa attività urbanistica che contraddistinse il periodo a cavallo fra il XIII e il XVI secolo nella città di Catanzaro, contraddistinto da un'intensa attività serica che rese la città celebre in tutto il mondo tramite il commercio dei suoi preziosi damaschi.
L'edificio è stato sottoposto a numerosi rifacimenti nel corso degli anni, gli ultimi a causa dei danneggiamenti subiti in seguito ai bombardamenti del 1943. Nonostante tutto, conservo ancora quelle peculiarità che permettono di accostarlo ad esempi architettonici napoletani.
Palazzo Rocca-Grimaldi
Fu edificato presumibilmente nel XVII secolo, non escludendo tuttavia che risalga ad un'epoca precedente. Ciò che è certo è che il palazzo era di proprietà della famiglia Rocca e fu acquistato dalla famiglia Grimaldi nel XIX secolo, allorquando lo stabile divenne la dimora di Bernardino Grimaldi, politico catanzarese che ricoprì i ruoli di Ministro del tesoro e di Ministro dell'agricoltura, dell'industria e del commercio del Regno d'Italia per otto volte e che per vent'anni fece parte dell'Amministrazione comunale della città. Presenta elementi classicheggianti e neoclassici. Sul soffitto dello scalone interno, sono collocati il motto della famiglia Grimaldi ("non per più non poter né quanto posso") e il blasone della stessa.
Palazzo Ferrari-De Riso
Il palazzo risale al XVI secolo e sorge nei pressi dell'attuale Chiesa di Sant'Omobono. Fu di proprietà della famiglia Ferrari, che possedeva diversi palazzi in città, fin dal 1579. Fu interessato da due considerevoli ristrutturazioni nel 1755, allorquando fu ampliato attraverso l'inglobamento di alcune caso attigue di proprietà della famiglia Marincola, e a cavallo fra il 1870 e il 1875, periodo in cui avvenne il livellamento della sede stradale che interessò la parte occidentale del centro storico. Il palazzo, dallo stile eclettico, presenta classicismi diffusi, a partire dalla prima metà dell'Ottocento, nel Regno di Napoli e fa del portale tardo cinqucentesco una delle sue principali peculiarità. La scalinata presente nella corte si rifà ai monumentali scaloni creati da Ferdinando Sanfelice, uno dei principali architetti del Settecento napoletano, e in particolare a quello di Palazzo Sanfelice, risalente al 1728.
Palazzo Ricca
Il palazzo, appartenuto alla nobile famiglia Ricca, di origine spagnola, è ubicato nell'antico quartiere Pianicello. Risale all'ultima parte del XVI secolo. La peculiarità dello stabile sono i due portali gemelli che caratterizzano la facciata e che sono comuni ad altri numerosi palazzi cittadini edificati nel medesimo periodo. il palazzo assunse uno stile eclettico a cavallo tra il XVIII e il XIX secolo, allorquando subì un restyling volto principalmente alla costruzione di uno scalone frontale all'androne di ingresso.
Palazzo Pecorini-Manzoni
Sorge nell'antico rione di Montecorvino ed è parte di un complesso architettonico che risale all'ultima parte del XVIII secolo. Nonostante ciò, il rione, antico quartiere di vasai, fu stravolto già a partire dal XVII secolo da una serie di interventi che portarono all'edificazione di residenze nobiliari appartenenti a numerose famiglie dell'epoca.
L'origine del palazzo origine è incerta, tuttavia acquisì presumibilmente il nome col quale è conosciuto oggi a partire dalla metà dell'Ottocento, allorquando il conte Carlo Pecorini Manzoni sposò Nicolina Marincola, rampolla della famiglia dei baroni Marincola. Nonostante le sue origini incerte, l'opera presenta delle visibili caratteristiche tipiche di ville e palazzi napoletani, in particolar modo è caratterizzato da numerosi elementi stilistici comuni alle opere dell'architetto Giovan Battista Vinci, nato a Vibo Valentia nel 1772.
Altro:
- Palazzo Di Tocco[8]
- Casa Mazzocca[18]
- Palazzo Toraldo[19]
- Palazzo di vetro[20]
- Palazzo Galluppi[21]
- Palazzo delle poste[22]

## Fuoriporte
Gli edifici di seguito menzionati sono ubicati nell'antica zona di "fuoriporte" (fuori le porte), corrispondente all'attuale Piazza Matteotti, chiamata così perché identificava i territori appena fuori le mura del centro storico, in direzione nord:

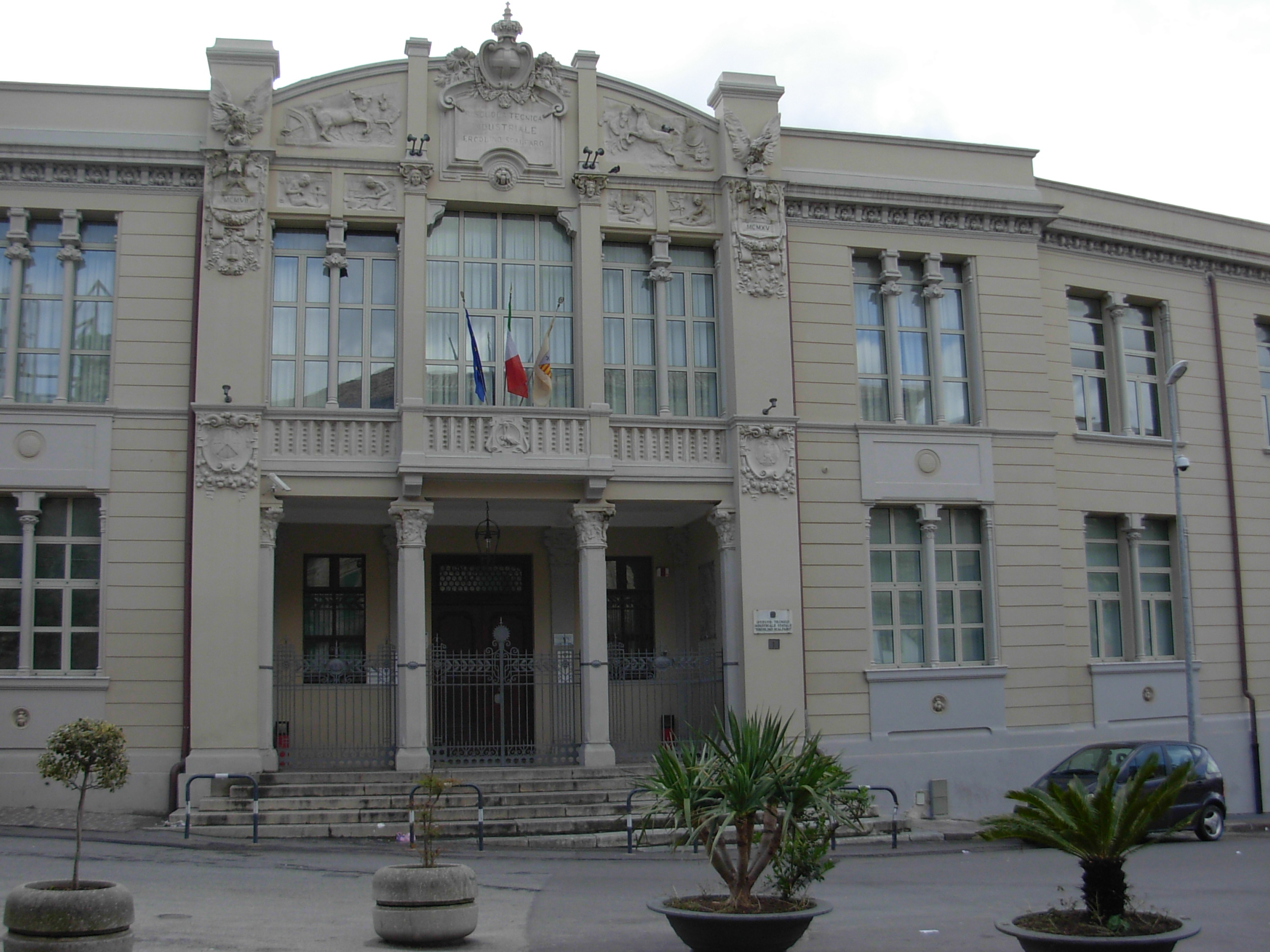
Palazzo dell'ITIS "Ercolino Scalfaro".

Palazzo dell'ITIS "Ercolino Scalfaro"
I lavori per la costruzione dell'edificio, designato ad ospitare l'allora "Antica Scuola di Arti e Mestieri", iniziarono nel 1905 e si protrassero fino al 1912 a causa di due terremoti che procurarono danni in città (1905 e 1908). La parte caratterizzante è la facciata, in stile eclettico trionfale, è impreziosita da alcuni bassorilievi di figure simboliche, come ad esempio l'ape operaia, e da altri rappresentanti le professioni tecniche.
Palazzo Salvatore Blasco
Ospita la Corte d'appello di Catanzaro. I lavori per l'imponente edificio, il cui prospetto principale affaccia sulla piazza, iniziarono nella prima metà del Novecento, allorquando ci si rese conto che i vecchi uffici che ospitavano la Corte d'appello, siti presso il soppresso Convento dei Padri Domenicani, vicino alla Chiesa del Santissimo Rosario, erano ormai divenuti inidonei ad assolvere la funzione. Nonostante l'inaugurazione del palazzo risalga al 28 ottobre 1930, gli uffici vi furono trasferiti già a partire dal 1928. L'edificio, caratterizzato da un'architettura umbertina, inizialmente aveva due piani. Nel 1952 iniziarono i lavori di sopraelevazione che terminarono nel 1956.
Ex Stac

## Catanzaro Nord
Gli edifici di seguito menzionati sono ubicati nella zona di Catanzaro Nord, che include i quartieri San Leonardo e Stadio:
- Casa Salerno[28]
- Villino delle rose[29]
- Villa Amena[30]
- Palazzina Lazzaro[31]
- Villa Varcasia[32]
- Palazzina Bisogni[33]
- Palazzo Mauro[34]
- Palazzina degli amorini[31]
- Ex ospedale militare

## Altre zone
Gli edifici di seguito menzionati sono ubicati in altre zone della città:
Palazzo degli Itali
Il palazzo della Regione Calabria, ubicatato nel quartiere periferico di Germaneto, è l'imponente complesso architettonico che ospita i lavori della Giunta regionale e gli degli Uffici regionali. La moderna struttura è stata inaugurata nel 2016. È caratterizzata complessivamente da 14 strutture in acciaio e calcestruzzo armato che affacciano su una grande piazza centrale.
Il nome "Palazzo degli Itali" era stato proposto attraverso da una indagione del Comune di Catanzaro, ma non è stato mai adottato dalla Regione, che ha preferito chiamarlo "Cittadella regionale". Nel 2020, è stato intitolato all'ex Presidente della Regione Jole Santelli, scomparsa prematuramente.
Villa Bly
Costruita nei primi anni del novecento, è ubicata all'ingresso del quartiere Pontegrande, nella zona nord della città. per la sua costruzione furono utilizzati numerosi materiali provenienti da Napoli, città d'origine del primo proprietario. In origine, era circondata da terreni agricoli e uliveti e inoltre da un ampio parco. È un notevole esempio di architettura liberty e soprattutto è un'importante testimonianza del patrimonio che l'Art Nouveau ha lasciato in dotazione al capoluogo calabrese. La struttura dell'immobile ha nel largo utilizzo del vetro e del ferro a scopo estetico la sua principale peculiarità.

## Teatri

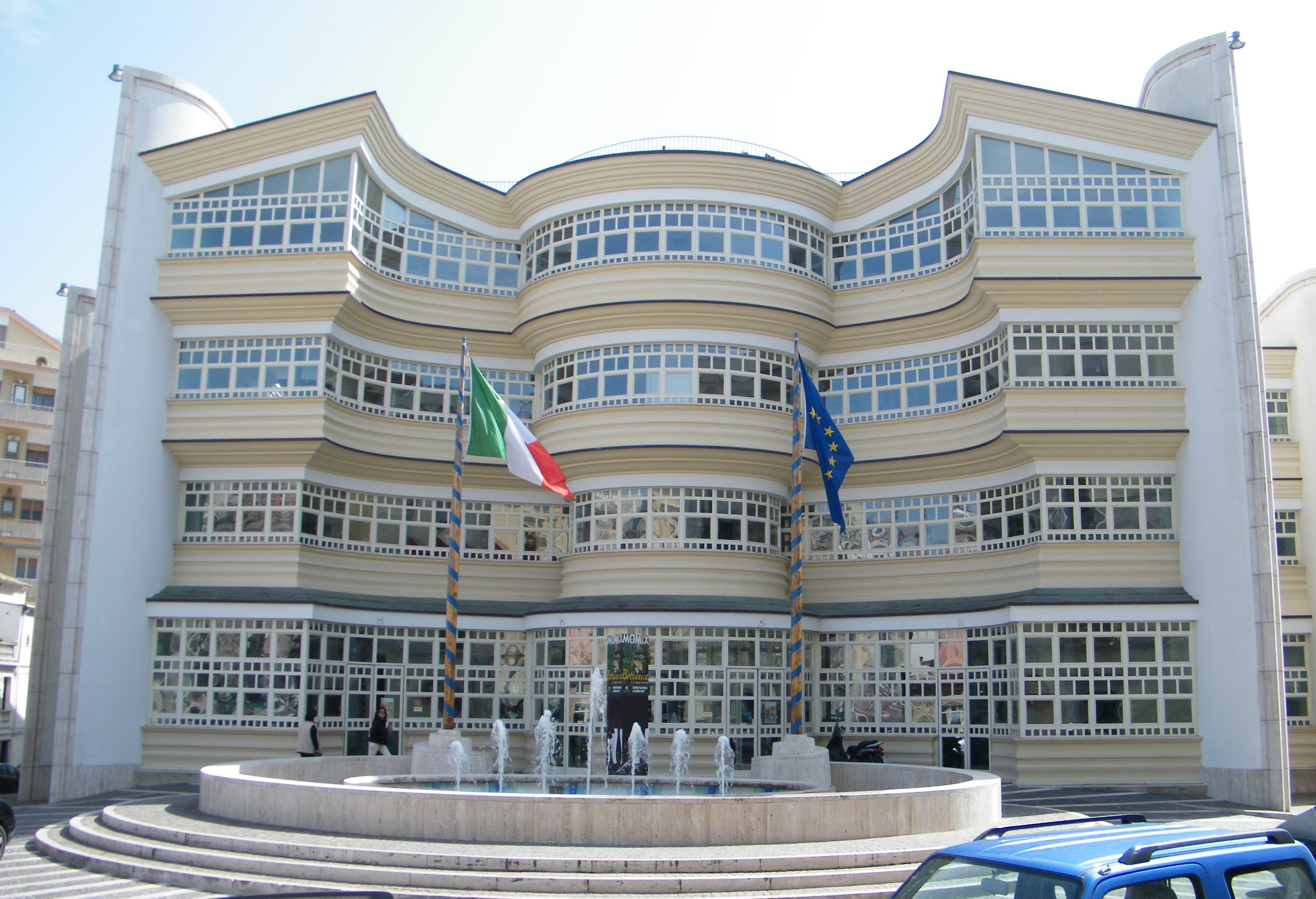
Il Teatro Mario Foglietti.

Teatro Mario Foglietti
Conosciuto fino al 2016 come Teatro Politeama, è il principale teatro della città. Fu inaugurato nel 2002. Costruito su progetto dell'architetto Paolo Portoghesi, è una struttura assolutamente moderna ma perfettamente integrata col tessuto storico della città. L'edificio ha delle caratteristiche proprie di architettura barocca, classica ma soprattutto architettura organica, in virtù del connubio, ricercato dall'architetto, fra i vari elementi della natura. Numerosi sono anche i richiami alla musica, con l'esaltazione di strumenti come lira o violino. Ha una capienza totale di 930 posti, distribuiti fra parterre e palchi.
Teatro Masciari
Fu edificato nel 1930 e raggiunse l'apice del suo splendore negli anni quaranta, periodo in cui ospitò numerose fra le principali compagnie teatrali d'Italia, anche a causa della demolizione del teatro "Real Francesco I", il principale palcoscenico della città. La struttura sorge in Piazza Le Pera, nei pressi di Corso Mazzini. Lo stile liberty caratterizza nel suo complesso l'edificio, dotato di un'importante scalinata esterna posta sulla facciata posteriore e di eleganti interni opera di maestri stuccatori del nord Italia.
Teatro Comunale
L'edificio che ospita il terzo teatro della città è stato inaugurato nel 1953. Sorge sul Corso Mazzini e il progetto fu dell'architetto catanzarese Saul Greco. Ha ripreso l'attività nel 2017 dopo qualche anno di chiusura. È caratterizzato dalla sussistenza di du volumi architettonici; il primo affaccia sul corso e comprende, fra gli altri, l'ingresso, il bar e la biglietteria. Il secondo ospita invece la scena e la platea, avente una capienza di 400 posti.